# Lyonia
Lyonia är ett släkte av ljungväxter. Lyonia ingår i familjen ljungväxter.

## Bildgalleri

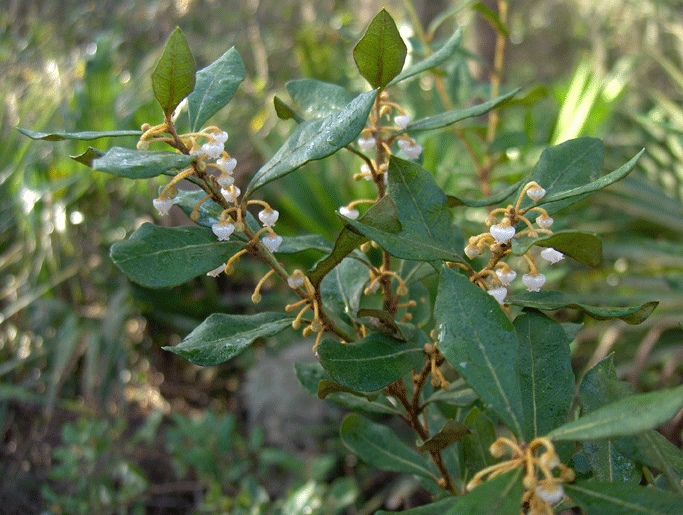
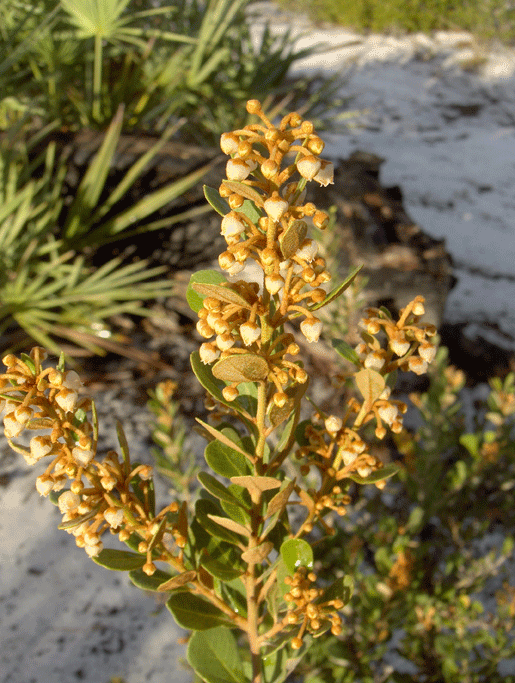
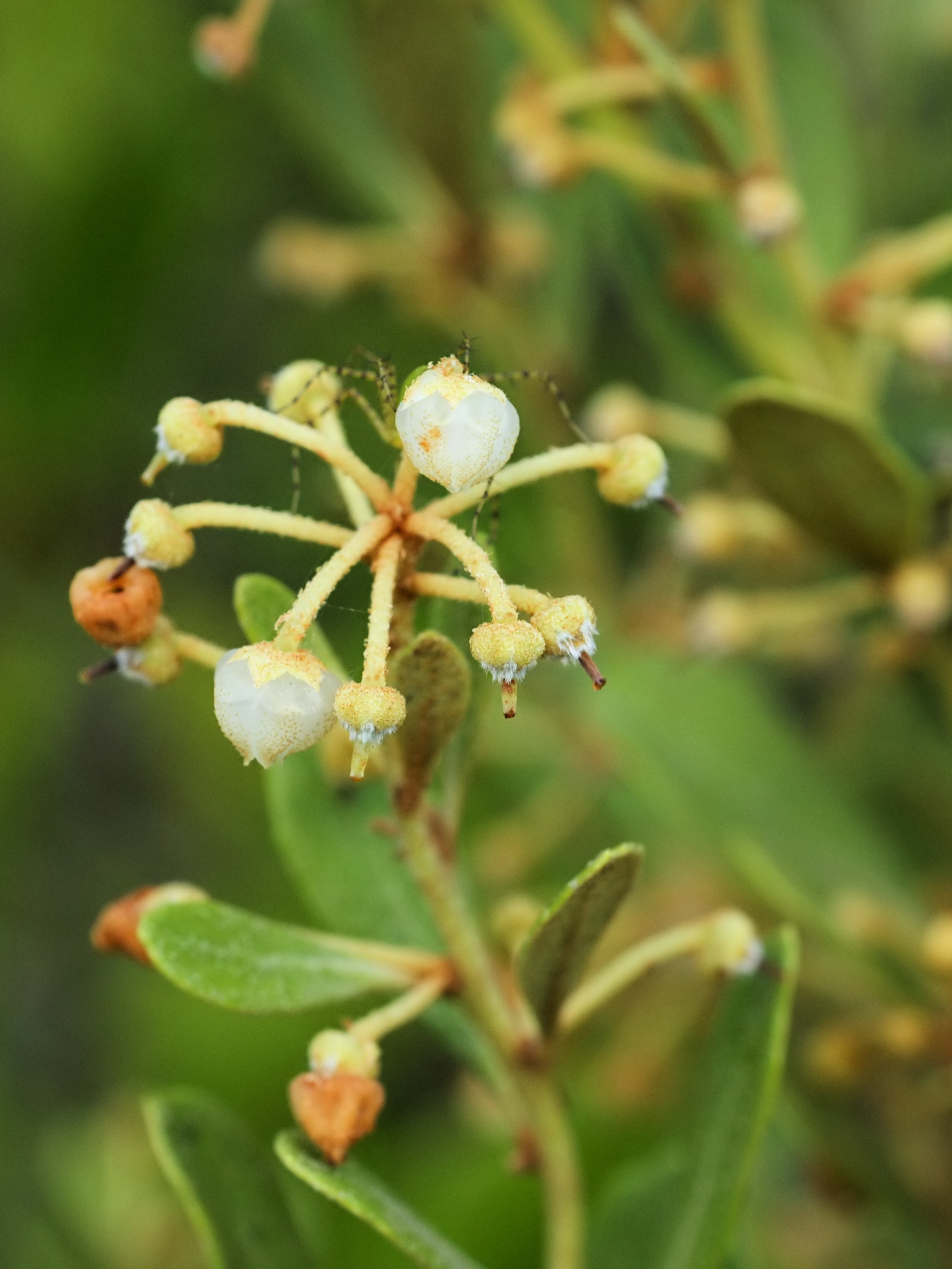
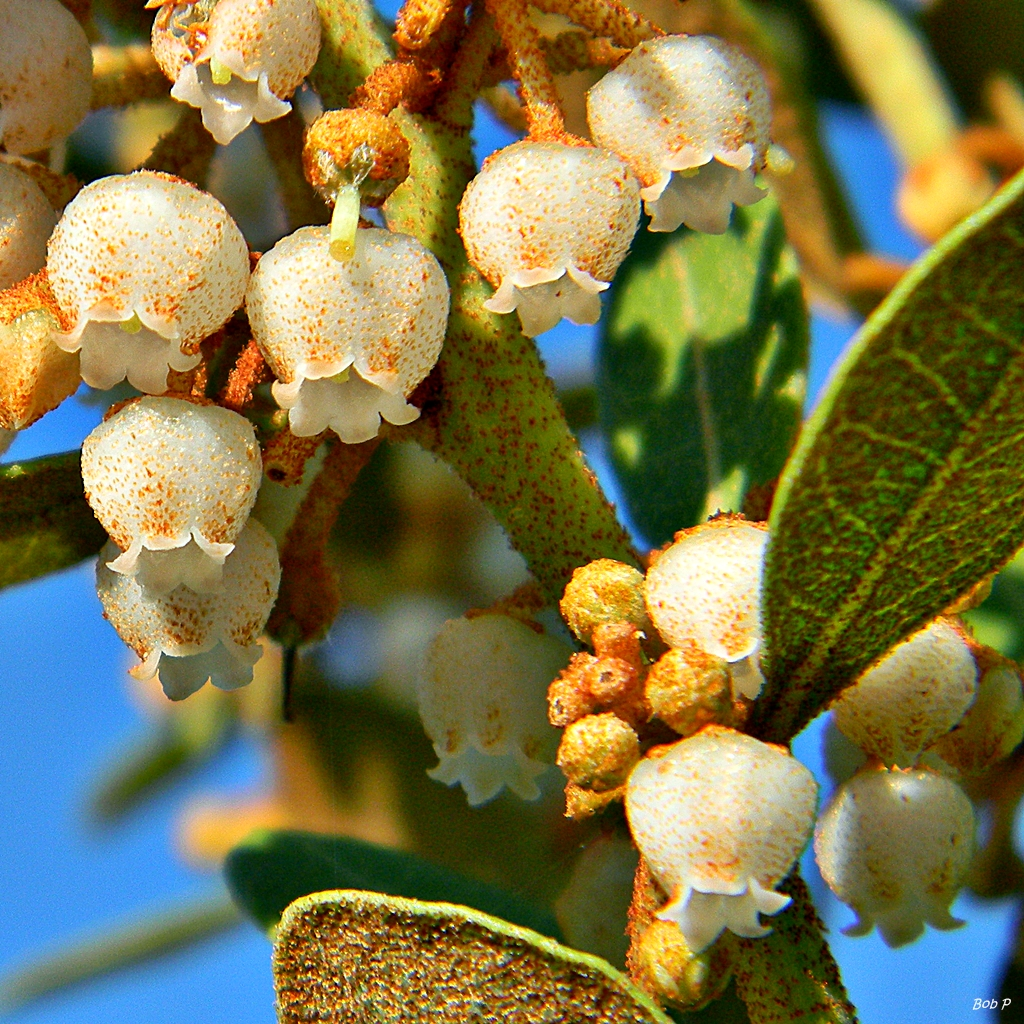
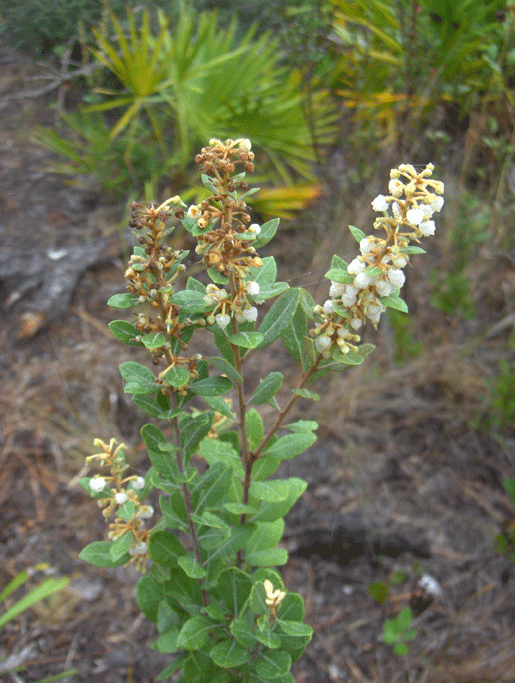
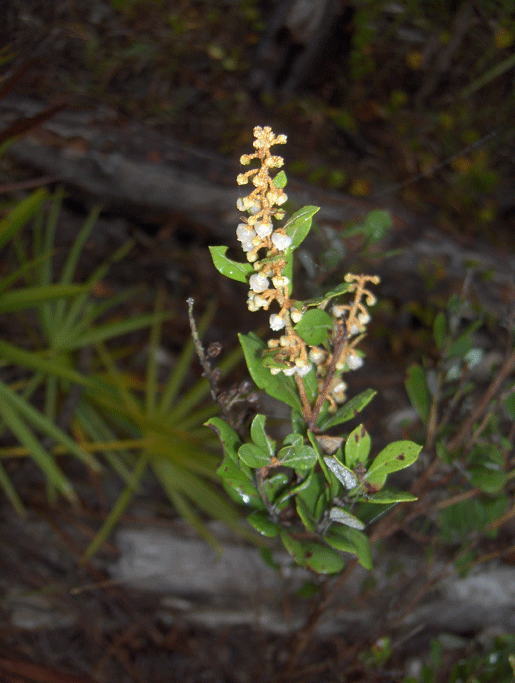

## Dottertaxa tillLyonia, i alfabetisk ordning[1]
- Lyonia affinis
- Lyonia alainii
- Lyonia alpina
- Lyonia buchii
- Lyonia chapaensis
- Lyonia compta
- Lyonia doyonensis
- Lyonia ekmanii
- Lyonia elliptica
- Lyonia ferruginea
- Lyonia fruticosa
- Lyonia glandulosa
- Lyonia heptamera
- Lyonia jamaicensis
- Lyonia latifolia
- Lyonia ligustrina
- Lyonia longipes
- Lyonia lucida
- Lyonia macrocalyx
- Lyonia macrophylla
- Lyonia maestrensis
- Lyonia mariana
- Lyonia microcarpa
- Lyonia myrtilloides
- Lyonia nipensis
- Lyonia obtusa
- Lyonia octandra
- Lyonia ovalifolia
- Lyonia rubiginosa
- Lyonia squamulosa
- Lyonia stahlii
- Lyonia tinensis
- Lyonia trinidadensis
- Lyonia truncata
- Lyonia tuerckheimii
- Lyonia urbaniana
- Lyonia villosa